# Dieter Wagner (Schauspieler)
Dieter Wagner (* 27. Februar 1934 in Berlin) ist ein deutscher Schauspieler bei Bühne, Film und Fernsehen sowie Opernregisseur.

## Leben
Wagner studierte Theaterwissenschaft und erhielt seine Schauspielausbildung an der Fritz-Kirchhoff-Schule in Berlin. Sein Debüt gab er als Schauspieler und Dramaturg in Bremen. Anschließend ging er vorübergehend als Regisseur an die Hamburger Staatsoper. Wagner unternahm auch Gastspielreisen und war auch für den Hörfunk tätig.
Ab 1966 wirkte der Wahl-Hamburger Dieter Wagner ein Vierteljahrhundert lang intensiv als Fernsehschauspieler. Vor der Kamera übernahm er eine Fülle von Nebenrollen, in Einzelproduktionen ebenso wie in Folgen mehrerer Serien. Von 1968 bis 1972 wirkte er in einer Reihe von ambitionierten Fernsehspielen mit, die historische Ereignisse des ausgehenden 19. und frühen 20. Jahrhunderts nacherzählten oder in deren Mittelpunkt bedeutende Persönlichkeiten standen, darunter Marinemeuterei 1917, Der Fall Sorge, Friedrich III., gestorben als Kaiser, General Oster – Verräter oder Patriot? und Nicht Lob – noch Furcht. Graf Galen, Bischof von Münster. Im Fernsehfilm Friedrich Ebert und Gustav Stresemann, Schicksalsjahre der Republik verkörperte Wagner den Reichsaußenminister Gustav Stresemann, in Bürgerkrieg in Rußland den brutalen sowjetischen Geheimdienstchef Feliks Dserschinski. In einer fernsehfilmischen Aufarbeitung des 20. Juli 1944, Operation Walküre, spielte Dieter Wagner 1971 den Widerstandskämpfer und Stauffenberg-Vertrauten Albrecht Mertz von Quirnheim. Über ein Jahrzehnt später konnte man Wagner als Heinrich Himmler in den US-amerikanischen TV-Weltkriegspanoramen Der Feuersturm sowie Feuersturm und Asche sehen.
Wagners war in Kinofilmen neist in kleinen Nebenrollen zu sehen, so in zwei Simmel-Verfilmungen und vier „St.-Pauli-Filmen“, drei davon mit Curd Jürgens.
Wagner beendete seine Aktivitäten vor der Kamera zu Beginn der 1990er Jahre mit Auftritten in zwei Folgen der Vorabendkrimiserie Großstadtrevier. Dieter Wagner ist Vater eines Sohns.

## Filmografie
- 1966: Polenblut
- 1966: Der Fall Angelika
- 1967: Wenn es Nacht wird auf der Reeperbahn
- 1967: Ein Fall für Titus Bunge (TV-Serie, eine Folge)
- 1968: Hafenkrankenhaus (TV-Serie, eine Folge)
- 1968: Bürgerkrieg in Russland (TV-Mehrteiler)
- 1968: Der Arzt von St. Pauli
- 1968: Der Reformator
- 1969: Percy Stuart (TV-Serie, eine Folge)
- 1969: Neu-Böseckendorf
- 1969: Friedrich Ebert und Gustav Stresemann, Schicksalsjahre der Republik
- 1969: Marinemeuterei 1917
- 1969: Der Fall Sorge
- 1969: Das gelbe Haus am Pinnasberg
- 1970: Das Stundenhotel von St. Pauli
- 1970: Der Pfarrer von St. Pauli
- 1970: Miss Molly Mill (TV-Serie, eine Folge)
- 1970: Friedrich III. ‚… gestorben als Kaiser‘
- 1970: Peenemünde
- 1970: General Oster – Verräter oder Patriot?
- 1971: Bedenkzeit
- 1971: Tatort: Kressin stoppt den Nordexpreß
- 1971: Operation Walküre
- 1971: Kein Geldschrank geht von selber auf
- 1971: Annemarie Lesser
- 1971: Liebe ist nur ein Wort
- 1972: Die rote Kapelle (Fernsehserie)
- 1972: Nicht Lob – noch Furcht. Graf Galen, Bischof von Münster
- 1972: Max Hölz. Ein deutsches Lehrstück
- 1972: Der Stoff aus dem die Träume sind
- 1973: Eigentlich hatte ich Angst … – Die Geschichte eines ungewöhnlichen Helden
- 1973: Der Edison von Schöneberg
- 1974: Der aufhaltsame Aufstieg des Arturo Ui (Theateraufzeichnung)
- 1974: Die Eltern
- 1974: Der Hellseher
- 1975: Depressionen
- 1977: Vorhang auf, wir spielen Mord
- 1978: Die erste Polka
- 1979: Tödlicher Ausgang
- 1979: Timm Thaler
- 1980: Luftwaffenhelfer
- 1981: Die Baronin – Fontane machte sie unsterblich
- 1982: Der Auslöser
- 1982: Die Pawlaks
- 1983: Der Feuersturm (Winds of War)
- 1985: Neues aus Schildershausen – Schrombskis Tagebücher
- 1986: Detektivbüro Roth (TV-Serie, eine Folge)
- 1986: Didi – Der Untermieter (eine Folge)
- 1986: Der Drücker
- 1987: Berliner Weiße mit Schuß
- 1988: Feuersturm und Asche (War and Remembrance)
- 1989: Letzte Nachrichten
- 1989: Schwarzenberg
- 1990: Tatort: Tod einer Ärztin
- 1991–1992: Großstadtrevier (TV-Serie, zwei Folgen)